# Dysalotus
Dysalotus is een geslacht van straalvinnige vissen uit de familie van chiasmodontiden (Chiasmodontidae). Het geslacht is voor het eerst wetenschappelijk beschreven in 1905 door MacGilchrist.

## Soorten
De volgende soorten zijn bij het geslacht ingedeeld:
- Dysalotus alcocki MacGilchrist, 1905
- Dysalotus oligoscolus Johnson & Cohen, 1974